# 전상균
전상균(全商均, 1981년 2월 28일~)은 대한민국의 역도 선수이다. 올림픽에 2회 참가하였고, 2012년 하계 올림픽에서 역도 남자 +105 kg급(최중량급) 4위에 올랐으나 당시 동메달을 획득한 러시아의 루슬란 알베고프의 도핑 적발로 동메달을 승계받았다. 2024년 하계 올림픽 기간 중 2024년 8월 9일 파리 에펠탑 앞 광장에서 열린 메달 재배정 행사에서 동메달 메달을 수여받았다.

## 개인사
2004년 11월 28일 역도 선수인 오숙경과 결혼하였다.